# Киргизки език
Киргизкият език (самоназвание: кыргыз тили, кыргызча, قىرعىزچا, قىرعىز تىلى) е тюркски език, говорен от около 4 500 000 души в Киргизстан, Китай.

## История
По времето на царска Русия казахите и киргизите са наричани общо киргизи, като днешните киргизи са определяни като „кара-киргиз“, т.е. черни киргизи. В тюркската география черният цвят означава „южен“. Макар че киргизкият език е по-близък до източнотюркските езици, в последно време се наблюдава сближаване с казахския и затова киргизкият се класифицира като кипчакски тюркски език.
Отначало се използва арабската азбука, после латиницата, а след 1940 г. кирилицата. След независимостта на Киргизия въпросът за преминаване към латиница не поражда горещи спорове може би поради лесния правопис и липсата на много диакритични знаци.
В днешно време, руски все още е основният език в големите градове, като например Бишкек, докато киргизкият продължава да губи почва, особено сред по-младите поколения. 

## Граматика
Киргизкият език е аглутинативен като всички тюркски езици. Има шест падежа – именителен, родителен, дателен, винителен, местен и изходен (аблативен).